# Replica
Singles de Māya Sakamoto
Saved / Be mine!
(2014) Shiawase ni Tsuite Watashi ga Shitteiru 5-tsu no Houhou / Shikisai
(2015)
Replica est le 25e single de Māya Sakamoto, sorti sous le label Victor Entertainment le 20 août 2014 au Japon. Il arrive 17e à l'Oricon et reste classé 4 semaines pour un total de 8 651 exemplaires vendus.
Replica a été utilisé comme 2d opening de l'anime M3: Sono Kuroki Hagane. La chanson Replica se trouve sur l'album Follow Me Up.

## Liste des titres
| 1. | Replica (レプリカ)                |  |
| 2. | Coming up                         |  |
| 3. | Replica (Instrumental) (レプリカ) |  |
| 4. | Coming up (Instrumental)          |  |

| 1. | Platinum (プラチナ)                        |  |
| 2. | Be mine!                                   |  |
| 3. | Neko to Inu (ねこといぬ)                   |  |
| 4. | Singer-songwriter (シンガーソングライター) |  |